# 電子プライバシー情報センター
電子プライバシー情報センター（でんしプライバシーじょうほうセンター、Electronic Privacy Information Center, EPIC）は、1994年に設立されたアメリカ合衆国ワシントンD.C.に本部を置く市民の自由およびプライバシー擁護団体。